# 北海道石
北海道石（ほっかいどうせき）は、2023年1月に北海道河東郡鹿追町および同上川郡愛別町で発見された日本産新鉱物の一種である。学名はhokkaidoite（ホッカイドウアイト）。多環芳香族炭化水素の一つのベンゾ[ghi]ペリレンが結晶化した有機鉱物であり、紫外線を受けると蛍光を生じる特徴がある。

## 発見
多環芳香族炭化水素は有機化合物の中でも高い熱安定性を持つことが知られ、その一つのコロネン（C24H12）の純粋な結晶は、有機鉱物のカルパチア石として発見されている。しかし、コロネンが地質学的作用で結晶になるメカニズムは明らかになっていなかった。
相模中央化学研究所主任研究員の田中陵二、日本地学研究会の萩原昭人、大阪大学総合学術博物館招聘研究員の石橋隆、九州大学大学院の井上裕貴からなる研究グループは、日本のプレート沈み込み帯における炭素元素の循環過程の研究の中で、愛別町にて紫外線照射で強い蛍光を発する鉱物を複数発見した。これとは別に、鹿追町では2014年頃より、古い温泉に沈殿した珪華中に、宝石級ではないものの紫外線を照射すると蛍光を放つオパールが見つかっていた。愛別町の新鉱物の分析と並行して鹿追のオパールの蛍光原因物質の検討を行ったところ、これらの一つはカルパチア石で、ほかにコロネンに比べ炭素原子が二つ少ないベンゾ[ghi]ペリレン（1,12-ベンゾペリレン、C22H12）で構成される鉱物が多数含まれていることを突き止めた。カルパチア石は1955年にトランスカルパチア（現在のウクライナ ザカルパッチャ州）で発見されたことから名付けられ、ロシアやアメリカ合衆国カリフォルニア州でも見つかっているが、日本で発見されたのはこの研究が初となる。
二つの産出地のうち、十分なデータの得られた鹿追町を主模式産地、愛別町を副模式産地とし、2023年1月に国際鉱物学連合において「北海道石」の命名承認・登録を受けた。この研究成果は、2023年5⽉26⽇に開催された日本地球惑星科学連合2023年⼤会で発表された。
資源保全のため詳細な産出地は公表されていないが、大雪山国立公園、とかち鹿追ジオパーク近辺で産出する。無許可の採掘は自然公園法その他法令で禁止されている。北海道石の試料はとかち鹿追ジオパークビジターセンター、北海道大学総合博物館、北海道博物館、上士幌町ぬかびら温泉にあるひがし大雪自然館での展示が予定されている。

## 組成
愛別町では、鉱山跡の石英の鉱脈の隙間に淡黄色の板状の結晶として存在する。鹿追産の北海道石は、古温泉の湯の花に形成されたオパールに、カルパチア石や、淡黄色の樹枝状の結晶を形成する北海道石がはっきりした層を成す。鹿追のオパールは肉眼ではオレンジ色～ベージュの層を形成し、紫外線を照射すると青、黄色、オレンジ色など様々な蛍光を発するが、カルパチア石や北海道石は、このうち黄色～黄緑色の蛍光の層に含まれる。含有する有機化合物が層によりそれぞれ異なることは、古生物の遺骸が高温・高圧下で生じた有機化合物が熱水により運ばれ、特定の成分から順に結晶化する、分別結晶化現象が起きていることを示す。熱水による有機質の変質と輸送は熱水性石油の生成に重要であり、北海道石の研究は今日でも未解明な点の多い石油の生成機構の解明に大きな意義を持つと考えられる。